# Tele NBC
Tele NBC, oggi ONE TV, è un'emittente televisiva privata fondata a Sant'Ilario Milanese, frazione di Nerviano, in provincia di Milano.

## Storia
Iniziò le trasmissioni nel novembre del 1982 sul canale VHF A per poi stabilirsi, a partire dalla primavera del 1983, sui canali VHF H1 e UHF 40, 51, 60, 61 e 69, con diffusione nell'Altomilanese. Il punto principale d'emissione era, come è stato fino alla riassegnazione dei canali del digitale terrestre del 2020 (che l'ha vista espunta dalla graduatoria ministeriale degli aventi diritto ad operare come network provider, abilitandola alla solo fornitura dei contenuti) la torre di trasmissione in Via della Novella 55 a Sant'Ilario Milanese (una frazione di Nerviano) che ha ospitato negli anni molti impianti trasmittenti eterogenei.
Agli esordi la tv era una emanazione della locale parrocchia presieduta da don Giancarlo Guerreschi, prima editore dell'emittente e poi presidente dell'associazione titolare, fino alla sua scomparsa nell'ottobre 2016.

### La genesi radiofonica e la separazione da Radio NBC
Pur non spartendo la sede, Tele NBC discende dall'emittente radiofonica NBC Radio che possedeva tre frequenze in FM (98,800 MHz, 107,400 MHz, 108,000 MHz).
Nel 1984 l'emittente radiofonica prese però una strada diversa, di natura commerciale (col marchio NBC Milano 108) mentre la televisione si focalizzò su un percorso editoriale di matrice cattolica col marchio "Telestar Nerviano". La modifica dell'identificativo, adottata nel 1985, fu motivata dalla necessità di prendere le distanze dalla stazione radiofonica commerciale che aveva assunto una direzione diversa, anche a livello di proprietà. La denominazione Tele NBC tuttavia fu ripresa a distanza di soli due anni (nel 1987).

### La produzione
La produzione locale dell'emittente era mastodontica. Don Giancarlo Guerreschi riprendeva e trasmetteva di tutto: dalla Santa Messa alle funzioni religiose in generale, dai teatrini dei bambini alle commedie dialettali, dalla produzione degli esordi di altre tv locali ormai chiuse (come Telealtomilanese), allo sport locale, dai cartoni animati ai film d'annata.
Don Giancarlo conservava rigorosamente una copia di tutto ciò che veniva mandato in onda, anche se la qualità di registrazione non era eccelsa: ancora oggi l'archivio in VHS è enorme anche se, purtroppo, pur essendo stato in parte digitalizzato nel giugno 2018, non è ancora stato (del tutto) catalogato.
Sul finire degli anni Ottanta, ripresa, come detto, l'ordinaria denominazione Tele NBC (ormai il legame con la radio non risultava più funzionale), la televisione ebbe una certa notorietà anche al di fuori del suo stretto ambito di diffusione.

### Il collegamento con Telepace
Tele NBC fu la prima stazione televisiva locale a diffondere in Lombardia i programmi della televisione cattolica veneta Telepace, oggi a tutti gli effetti considerata la tv del Vaticano, con sede produttiva nell'omonimo Stato, pur essendo sotto la giurisdizione di quello italiano come emittente locale. Il segnale veniva instradato mediante una complessa tratta in ponti radio perché il satellite era ancora di là da venire nella sua concreta utilizzabilità.
Il reticolo di collegamenti, realizzato dal comparto tecnico di Tele NBC, prevedeva che il segnale audiovisivo di Telepace venisse prelevato da Verona (sede di Telepace) e quindi indirizzato a Brescia (Monte Maddalena) per poi essere dirottato sulle alture del pavese e quindi irradiato verso la torre di trasmissione di via Novella 55 a Sant'Ilario Milanese (la cosiddetta Torre Eureka) da dove era instradato in direzione degli studi di piazza della Chiesa 1. Da lì il contenuto trasmissivo veniva restituito con un nuovo ponte radio a Torre Eureka e quindi immesso nella rete di trasmettitori della stazione (al tempo siti a Nerviano, Canegrate, San Vittore Olona e Cogliate).

### La legge Mammì e lo spin-off di RSI
Nel luglio del 1990 (nelle more della legge Mammì, L. 223/1990), sfruttando l'ultima possibilità di rientrare nel settore radiofonico che aveva abbandonato dopo la scissione con Radio NBC, Tele NBC tenne a battesimo l'emittente radiofonica R.S.I. Radio Sant'Ilario con la trasmissione in FM sui 93,950 MHz. Tale emittente venne successivamente ceduta ai Padri Oblati di Rho che mutarono il suo nome in Radio Missione. La stazione radiofonica è ancora oggi in attività a Rho (in provincia di Milano) sempre su 93,950 MHz, in DAB+ ed in streaming.

### Il trasferimento a Cogliate
Nel corso del 1991 la stazione TV trasferì i propri studi a Cogliate, "seguendo" il proprio fondatore don Giancarlo Guerreschi. In quel momento l'emittente viveva il paradosso di avere la sede in una località in cui, per ragioni tecniche, non era visibile dalla popolazione che abitava in quel paese a meno di installare antenne appositamente orientate verso Nerviano o (in quota molto più contenuta) San Vittore Olona, dove erano collocati gli impianti trasmettitori (cosa che venne fatta da molte famiglie cogliatesi).
Tale problema venne superato solo nel 1999, con l'installazione di un impianto locale sul canale UHF 51 (dal locale acquedotto) sfruttando le possibilità sopravvenute attraverso l'art. 3 della L. 249/1997, che consentiva agli enti pubblici locali (nella fattispecie il Comune di Cogliate) di ottenere l'autorizzazione dal Ministero delle Comunicazioni per ripetere i programmi di stazioni non altrimenti ricevibili in tale area.

### La crisi economica, il ritorno a Sant'Ilario Milanese e il rilancio
Durante i primi anni del nuovo millennio, l'emittente attraversò un periodo di crisi economica dovuta sia alla mancanza di fondi per via del carattere comunitario della stazione sia a problemi di salute di don Giancarlo, deus ex machina della tv.
In questo periodo furono ceduti gli importanti dei canali VHF H1 e UHF 61 alla televisione commerciale Videostar di Treviglio (in provincia di Bergamo) e l'emittente tornò a Sant'Ilario Milanese, da dove continuò a veicolare i programmi indirizzati ai ripetitori sui canali UHF 40 (da Canegrate) e UHF 69 (da Sant'Ilario Milanese), ritrasmettendo per gran parte della giornata i programmi di Telepace.

### Il digitale terrestre
L'emittente, passata di proprietà dell'Associazione Tele NBC, è migrata alla tecnologia digitale terrestre (DVB-T) trasmettendo per tutta la giornata da luglio 2010. Il proprio multiplex era suddiviso in quattro programmi: Tele NBC 1, Tele NBC 2, Tele NBC 3 e Tele NBC 4, che in parte ritrasmettevano Telepace e in parte proponevano programmi autonomi. A ottobre 2010 il canale principale cambiò nome in "NBC TelevisiONE" (con le ultime lettere molto accentuate) con la previsione di un lancio di canali secondari provvisoriamente chiamati "NBC Destinazione Italia" e "NBC Sport". Dal gennaio 2011, dopo l'assestamento post switch-off dell'area tecnica 3 (Lombardia e Piemonte orientale), ebbe luogo, per un breve periodo, l'occupazione di due dei quattro programmi del multiplexer di Tele NBC (Tele NBC 2 e Tele NBC 3) con trasmissioni di altre tv locali non altrimenti ricevibili in zona che, per parte loro, ospitarono il canale Tele NBC 1 nei propri bouquet. Tele NBC 4 era invece un prodotto editoriale autonomo (che iniziò le trasmissioni sperimentali nel mese di ottobre 2010) prevalentemente basate su vecchi film, documentari e cartoni animati. 
Nell'ottobre 2010 Tele NBC ricevette dal Ministero dello Sviluppo Economico - Comunicazioni la determina di assegnazione dei diritti d'uso temporanei per la frequenza VHF 7 in single frequency network (SFN) nel bacino di utenza storicamente illuminato. A dicembre 2012 il canale VHF fu sostituito con il canale UHF 29. L'Associazione Tele NBC, oltre che dell'autorizzazione di operatore di rete su scala locale, era anche destinataria di quattro provvedimenti che l'abilitavano quale fornitore di servizi di media audiovisivi areale.
Per un periodo nel 2012 il bouquet di Tele NBC veicolava "Tele NBC" sulla numerazione LCN 87, "NBC TelevisiONE" alla 292, "NBC Milano TV" alla 642 e anche una versione apocrifa dell'emittente radiofonica NBC Milano (in quanto nulla aveva a che vedere con l'originale stazione radiofonica) su LCN 885. Poco dopo nacque il nuovo marchio/palinsesto "ONE TV" su LCN 112 che sarebbe diventato in breve il principale prodotto dell'associazione, mentre il marchio "Tele NBC" rimase solo alla numerazione 292.
Nel 2015 Tele NBC non si collocò utilmente nella graduatoria degli aventi diritto al rilascio di diritti d'uso definitivi per le trasmissioni su canali DTT. Tuttavia in seguito fu riassegnato il diritto d'uso limitato per la frequenza UHF 29 sulla provincia di Milano.
Dal 2018 e fino al refarming del 2022 i quattro marchi/palinsesti eserciti dall'Associazione sono stati: ONE TV su LCN 112, Legnano in TV su LCN 292, Tele NBC 4 su LCN 640 e Tele NBC (che ritrasmetteva i programmi di MariaVision) su LCN 642. In particolare, ONE TV beneficiava di una copertura estesa in buona parte della Lombardia, poiché veicolata da multiplex a copertura maggiore (quello di Sol Regina Po dal dicembre 2013 all'ottobre 2015 e quello di Videostar all'UHF 35 in seguito); lo stesso avvenne per un breve periodo a Legnano in TV.

### Refarming delle frequenze terrestri
In occasione della riorganizzazione delle frequenze del digitale terrestre dovuta all'abbandono di canali oltre i 700 MHz, l'8 marzo 2022 Tele NBC ha definitivamente spento i propri ripetitori sull'UHF 29. L'emittente ONE TV è stata veicolata in Lombardia (eccetto la provincia di Mantova), nel Piemonte orientale e nelle province di Verona, Parma, Piacenza e Reggio Emilia dal mux locale gestito da EITowers, sulla numerazione LCN 79 fino a settembre 2024. Dallo stesso mese è passata su LCN 179.
A partire dall'estate 2024 l'Associazione si è concentrata principalmente sull'emittente Canale 1 Lombardia, precedentemente secondaria, veicolata nella provincia di Brescia ed in aree limitrofe delle province di Cremona, Pavia, Lodi sul mux Studio1 Network B (UHF 31) con numerazione 179. A settembre quest'ultima si scambia di numerazione con ONE TV occupando ora la LCN 79, sempre sul medesimo mux (quindi con copertura fortemente limitata rispetto a quella regionale). Infine, il 2 ottobre 2024 ONE TV è eliminata dal mux EITowers Lombardia e chiusa definitivamente.

## L'area di servizio
La copertura dell'emittente a diffusione diretta (cioè come network provider attraverso i canali VHF e UHF siti in via Novella 55 S. Ilario Milanese presso la Torre Eureka) - nel periodo di gestione diretta di don Giancarlo Guerreschi - è stata prevalentemente costituita dai seguenti comuni: Nerviano, Lainate, Origgio, Uboldo, Saronno, Cogliate, Rescaldina, Castellanza, Busto Arsizio, Legnano, San Vittore Olona, Cerro Maggiore, Parabiago, Canegrate, Villa Cortese, Dairago, Arconate, Castano Primo, Bernate Ticino, Cuggiono, Robecchetto con Induno, Magenta, Santo Stefano Ticino, Marcallo con Casone, Corbetta, Sedriano, Vittuone, Buscate, Casorezzo, Arluno, Ossona, Boffalora sopra Ticino, Pregnana Milanese, Vanzago, Bareggio, Rho.